# روي شيرلي
روي شيرلي (بالإنجليزية: Roy Shirley)‏ هو مغني جامايكي، ولد في 18 يوليو 1944، وتوفي في يوليو 2008 في Thamesmead ‏ في المملكة المتحدة.

## وصلات خارجية
- روي شيرلي على موقع ميوزك برينز (الإنجليزية)
- روي شيرلي على موقع أول ميوزيك (الإنجليزية)
- روي شيرلي على موقع ديسكوغز (الإنجليزية)